# Schmoo torte
La schmoo torte est un dessert canadien. Bien qu'elle soit relativement populaire et connue dans tout le pays, elle est surtout célèbre dans l'Ouest canadien, en particulier au Manitoba,,. Il s'agit d'une tourte composée d'une couche de crème fouettée, de caramel et de noix, généralement préparée avec un gâteau des anges ou une génoise.

## Histoires
La schmoo torte a été inventée pour la première fois par une mère pour la bar-mitzvah de son fils à Winnipeg, Manitoba. La façon dont la schmoo a obtenu son nom est inconnue, cependant, certains prétendent qu'il vient du nom des créatures de bande dessinée de Li'l Abner d'Al Capp.